# Андиев, Сергей Петрович
Серге́й Петро́вич Анди́ев (осет. Андиаты Петры фырт Сергей; 1946—2002) — советский и российский борец вольного стиля, тренер. Заслуженный тренер СССР (1978). Заслуженный работник физической культуры РФ (1993). Полковник милиции.

## Биография
Родился 15 февраля 1946 года в г. Дзауджикау, СОАССР, РСФСР, СССР (ныне г.Владикавказ). Сын известного великана Петра Андиева. Трёхкратный чемпион РСФСР (1969, 1970, 1972). Серебряный призёр чемпионата СССР (1972). Входил в состав сборной команды РСФСР и СССР по вольной борьбе. Многократный чемпион Центрального совета спортивного общества «Динамо». Обладал очень хорошими физическими данными. После смерти старшего брата Геннадия Андиева, начал тренировать своего младшего брата Сослана Андиева.
В 1968 году окончил строительный факультет Дагестанского горно-металлургического института.
Полковник милиции. Долгое время работал заместителем председателя Северо-Осетинского физкультурного спортивного общества «Динамо».
Сергей скончался в 2002 году.
Ежегодно проводится турнир по вольной борьбе его памяти.

## Награды и звания
- Заслуженный работник физической культуры Российской Федерации (21 октября 1993 года) — за заслуги в развитии физической культуры и спорта[2]
- Заслуженный работник физической культуры Северной Осетии (1992)